# Dunau

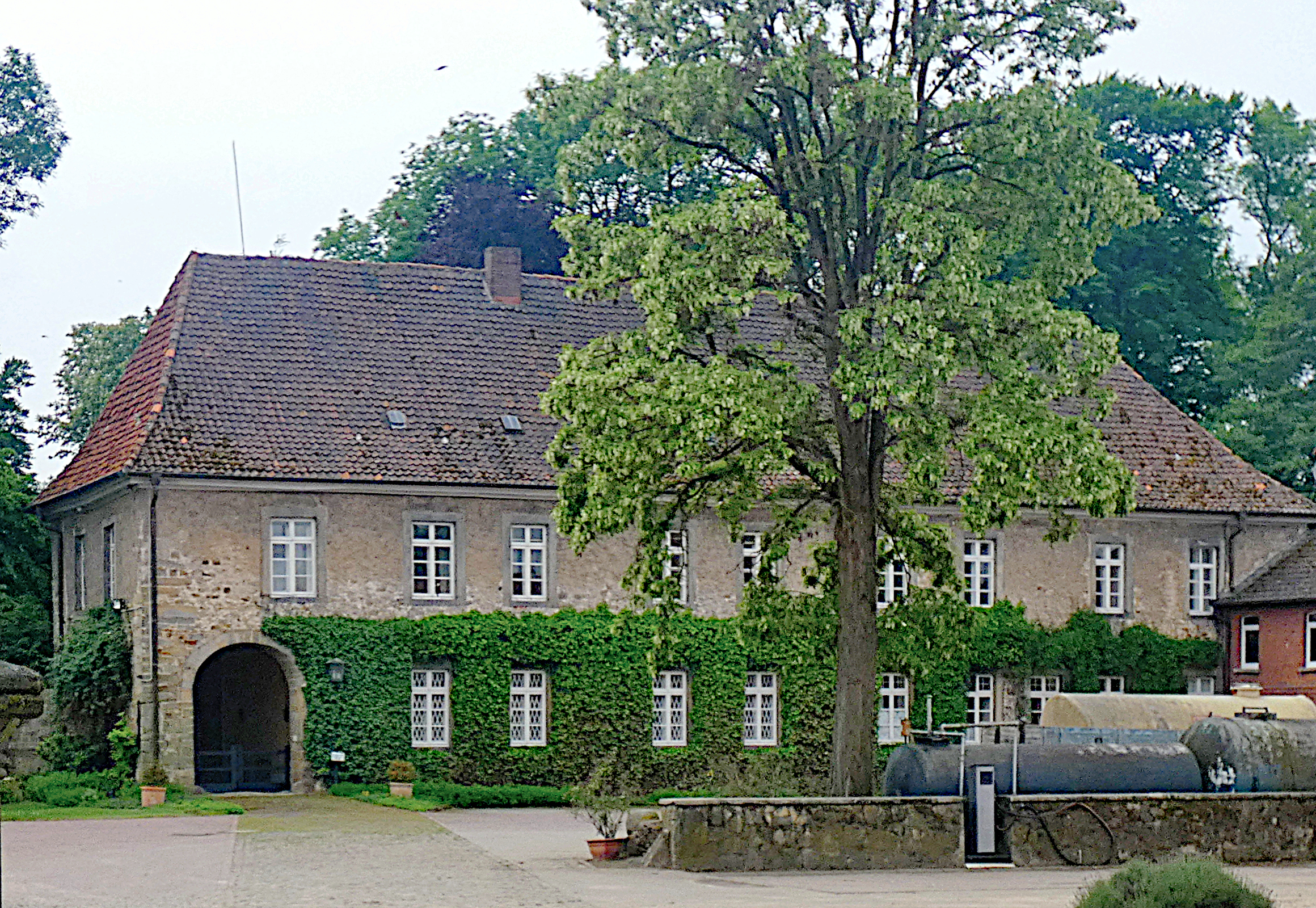
Gutshaus des Gutes Dunau

Dunau, laut Ortstafel Dunau-Lathwehren und auf Landkarten auch als Lathwehren-Dunau bezeichnet, ist eine Ortslage des Stadtteils Lathwehren der Stadt Seelze in der Region Hannover in Niedersachsen.

## Geographie
Die Ortslage Dunau besteht aus dem namengebenden Rittergut Dunau und weiteren Gebäuden am Ufer der Haferriede südöstlich des Seelzer Stadtteils Lathwehren.

## Geschichte
Ein Rittergut, aus dem das heutige Gut Dunau hervorgegangen sein könnte, wird erstmals in einem Lehnsregister der Herzöge Otto und Wilhelm von Braunschweig-Lüneburg aus den Jahren 1330 bis 1352 erwähnt. Stacius von Reden hatte damals das Dorf Esedinghausen, je nach Quelle auch Esedingherhusen oder Esedinghehusen mit synem gude als Lehen. Aus dem Jahr 1401 ist die Existenz des Gutes in Besitz der Herren von Goltern belegt.
In der Folgezeit wurde das Dorf Esedinghausen wüst. Ob das Gut dieses Schicksal teilte, ist unklar, da erst aus dem Jahr 1558 mit der Belehnung des Gutes Dunau an Ernst von Alten wieder eine Urkunde zu der Gegend vorliegt.
Das Gut blieb als Lehen in Besitz wechselnder Familienzweige der Nachfahren Ernst von Altens, wurde jedoch mehrmals jahrzehntelang durch Pächter bewirtschaftet. 
1850 wurde das Rittergut allodifizert. Im Jahr 2015 war es seit 14 Generationen in Familienbesitz.
Der selbstständige Gutsbezirk Dunau wurde 1929 aufgehoben und Dunau Teil der Gemeinde Lathwehren. Diese ist seit 1974 Teil von Seelze.

## Bauten

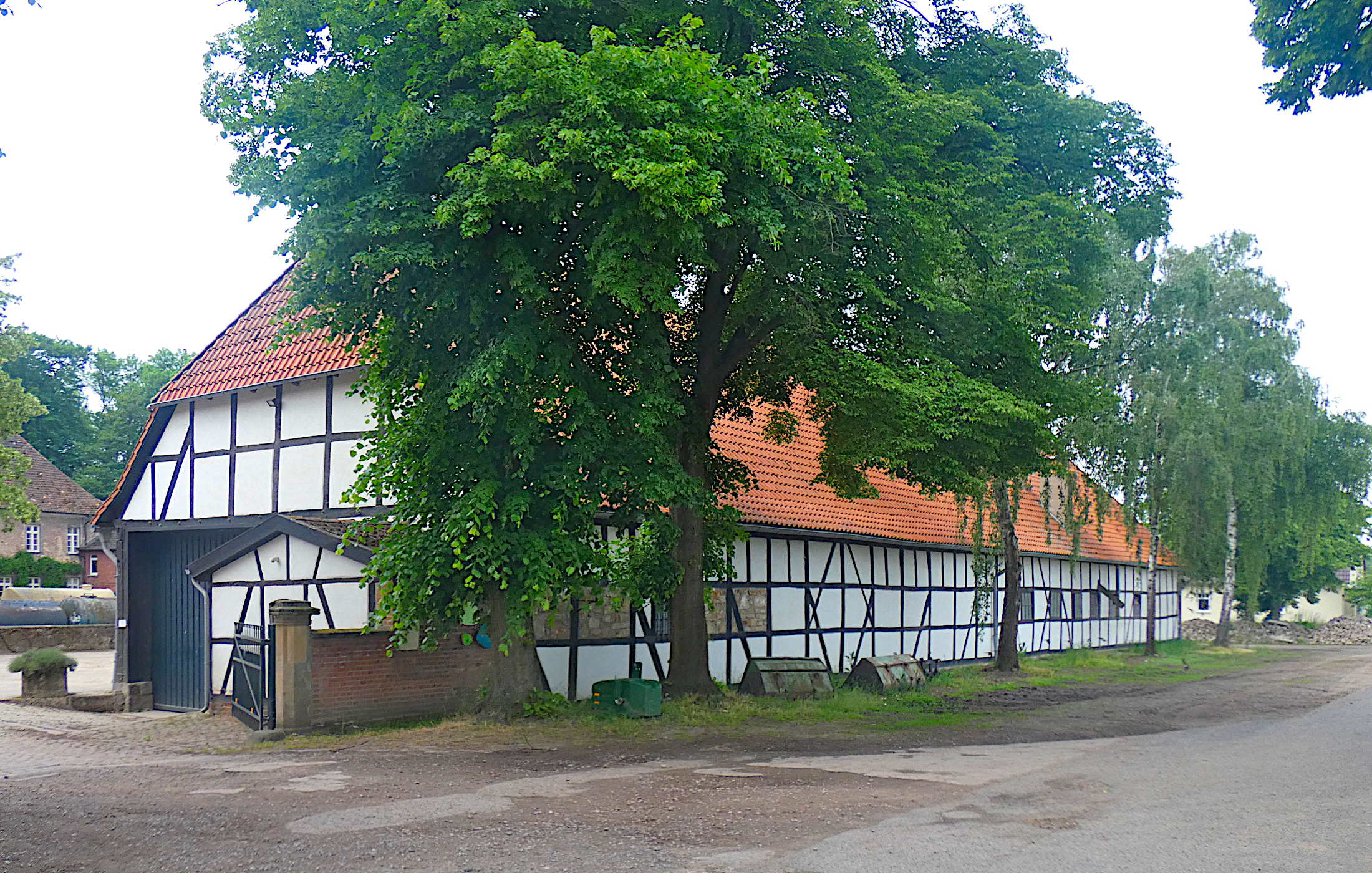
Zehntscheune

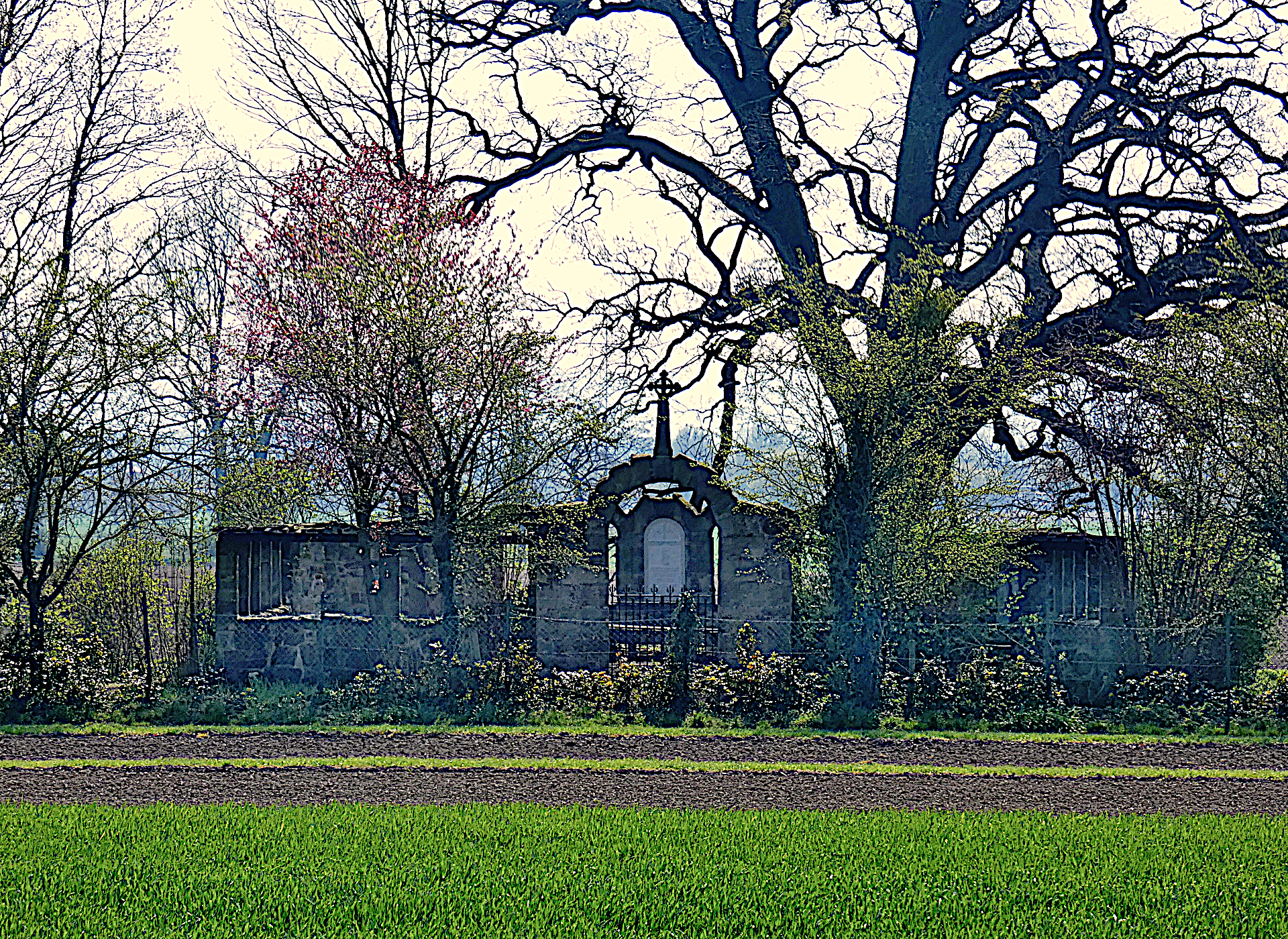
Erbbegräbnis des Gutes Dunau

1712 war an der Nordwestecke des Gutes an der Haferriede eine Wassermühle errichtet worden. Diese brannte im Jahr 1851 nieder. Als Ersatz wurde auf den erhaltenen Fundamenten ein Galerieholländer errichtet und der Mühlteich zugeschüttet. Die Gutsmühle Dunau diente 100 Jahre lang dem Schroten von Getreide und wurde dann zur Wohnung umgebaut.
Sie ist ebenso wie die Gebäude des Ritterguts denkmalgeschützt.
Der heute als Haupthaus dienende Nordflügel des Gutshauses wurde vor dem Jahr 1718 errichtet. Der Südflügel des Gebäudes sowie der Glockenturm wurden um 1860 als baufällig abgerissen.
1874/75 wurde auf dem Gutsgelände ein Friedhof angelegt, der das bis 1858 genutzte Erbbegräbnis der Familie im Turm der Kirchwehrener Dreieinigkeitskirche ersetzte.
Im späten 19. Jahrhundert wurden die das Gut umgebenden Wassergräben zugeschüttet und die meisten alten Wirtschaftsgebäude beseitigt.
Im Norden des Rittergutes blieb die Zehntscheune vom Anfang des 18. Jahrhunderts erhalten. Die Ställe und Silos des landwirtschaftlichen Betriebs entstanden im 20. Jahrhundert.

## Verkehr
Die Gebäude der Ortslage erstrecken sich entlang der einzigen Straße Auf der Dunau. Diese quert die Landesstraße L 390, die Gut und Windmühle von den weiteren Wohnhäusern trennt.

## Belege
1. 1 2 3 4  
Norbert Saul, Stadtarchiv: Gut Dunau. www.seelze.de, abgerufen am 26. Juli 2016.
2. 1 2  Laura Fienemann: Familie von Alten lebt von Landwirtschaft. www.haz.de, 8. Juni 2015, archiviert vom Original (nicht mehr online verfügbar) am 27. Juli 2016; abgerufen am 26. Juli 2016.

Koordinaten: 52° 21′ 16″ N, 9° 32′ 58,8″ O